# Ирландский музей современного искусства
Ирландский музей современного искусства (англ. Irish Museum of Modern Art, IMMA) — расположен в Дублине, Ирландия.
Музей был открыт в 1991 году в старинном здании Королевского госпиталя, построенном в XVII веке. В процессе переоборудования помещения под нужды музея были учтены современные требования к подобным выставочным помещениям: сооружены стеклянные ступени и алюминиевые перила, пространство освещено с учетом расположения экспонатов.
В музее организуются сменные выставки, устраиваются театральные постановки и концерты.